# Hypereteone heteropoda
Hypereteone heteropoda är en ringmaskart som först beskrevs av Hartman 1951.  Hypereteone heteropoda ingår i släktet Hypereteone och familjen Phyllodocidae.
Artens utbredningsområde är Mexikanska golfen. Inga underarter finns listade i Catalogue of Life.